# Lévogyre (chimie)

Deux énantiomères d'alanine. Seule l'une des deux est lévogyre (la R-) et produite par l'ensemble des êtres vivants.

En chimie, une molécule lévogyre (« qui tourne à gauche », du latin laevus, « gauche », et du grec ancien γῦρος / gŷros « anneau, cercle ») a la propriété de faire tourner le plan de polarisation de la lumière polarisée vers la gauche d'un observateur qui reçoit la lumière. (Plus précisément, l'observateur en question voit le plan tourner dans le sens contraire à celui des aiguilles d'une montre.)
Quant à l'agencement moléculaire, cette polarisation de la lumière permet de distinguer les molécules chirales (qui peuvent avoir deux agencements distincts et symétriquement opposables en miroir). On parle alors d'énantiomères d'une molécule, qui peuvent être lévogyre ou dextrogyre.
Par convention, une molécule lévogyre est notée (–), et une molécule dextrogyre est notée (+). Cette nomenclature est différente de la nomenclature L/D, qui ne s'applique qu'à certaines biomolécules (typiquement acides aminés et sucres). Ainsi, si tous les acides aminés naturels sont L, tous ne sont pas lévogyres.
Il est important de remarquer qu'un énantiomère lévogyre ou dextrogyre n'est pas forcément R (pour rectus) ou S (pour sinister) dans la nomenclature Cahn-Ingold-Prelog.
En résumé, il n'y a aucun rapport entre le pouvoir rotatoire et les nomenclature R/S et L/D.